# Noailhac (Tarn)
Noailhac (okzitanisch: Nòstra Dama de Noalhac) ist eine französische Gemeinde mit 1.786 Einwohnern (Stand: 1. Januar 2022) im Département Tarn in der Region Okzitanien. Sie gehört zum Arrondissement Castres und ist Teil des Kantons Mazamet-1 (bis 2015: Kanton Labruguière). Die Einwohner werden Noailhacois genannt.

## Geografie
Noailhac liegt etwa neun Kilometer ostsüdöstlich des Stadtzentrums von Castres am Fluss Durenque. Umgeben wird Noailhac von den Nachbargemeinden Saint-Salvy-de-la-Balme im Norden und Nordosten, Boissezon im Osten, Pont-de-Larn im Südosten, Payrin-Augmontel im Süden, Valdurenque im Westen sowie Castres im Nordwesten.

## Geschichte
Die Gemeinde wurde 1928 aus einem Teil der Kommune Boissezon herausgelöst.

## Bevölkerungsentwicklung
| Jahr                      | 1962 | 1968 | 1975 | 1982 | 1990 | 1999 | 2006 | 2012 |
| Einwohner                 | 613  | 628  | 647  | 650  | 650  | 712  | 796  | 836  |
| Quelle: Cassini und INSEE |      |      |      |      |      |      |      |      |